# 宮川経輝

宮川 経輝（みやがわ つねてる、1857年2月11日（安政4年1月17日） - 1936年（昭和11年）3月2日）は、日本の牧師、女子教育者。熊本バンドの中心人物で、日本組合基督教会の指導者。海老名弾正、小崎弘道と共に組合教会の三元老の一人と言われた。

## 生涯

### 熊本時代
熊本藩領の肥後国阿蘇郡宮地（現・熊本県阿蘇市一の宮町宮地）に生まれる。
1874年（明治7年）、16歳の時に選ばれて、リロイ・ランシング・ジェーンズの熊本洋学校に入学する。恩師ジェーンズの薫陶を受けて、1876年（明治19年）に学友と一緒に奉教趣意書にサインをする。

### 同志社時代
洋学校の閉校に伴い、金森通倫らと、開校したばかりの同志社英学校に入学する。1879年（明治12年）新島襄の薫陶を受けて、同志社の第一期卒業生になる。卒業演説は「女子教育論」。
同志社卒業後、同志社女学校の監事（教頭）になる。1881年（明治14年）5月17日、同志社関係者が京都四条北座でキリスト教大演説会を開き、4,000名もの聴衆を集めて大盛況となった。
1881年（明治14年）、加藤勇次郎、伊勢時雄と共に、女子教育社を設置する。翌年最初の卒業生を出す。

### 大坂教会牧師時代

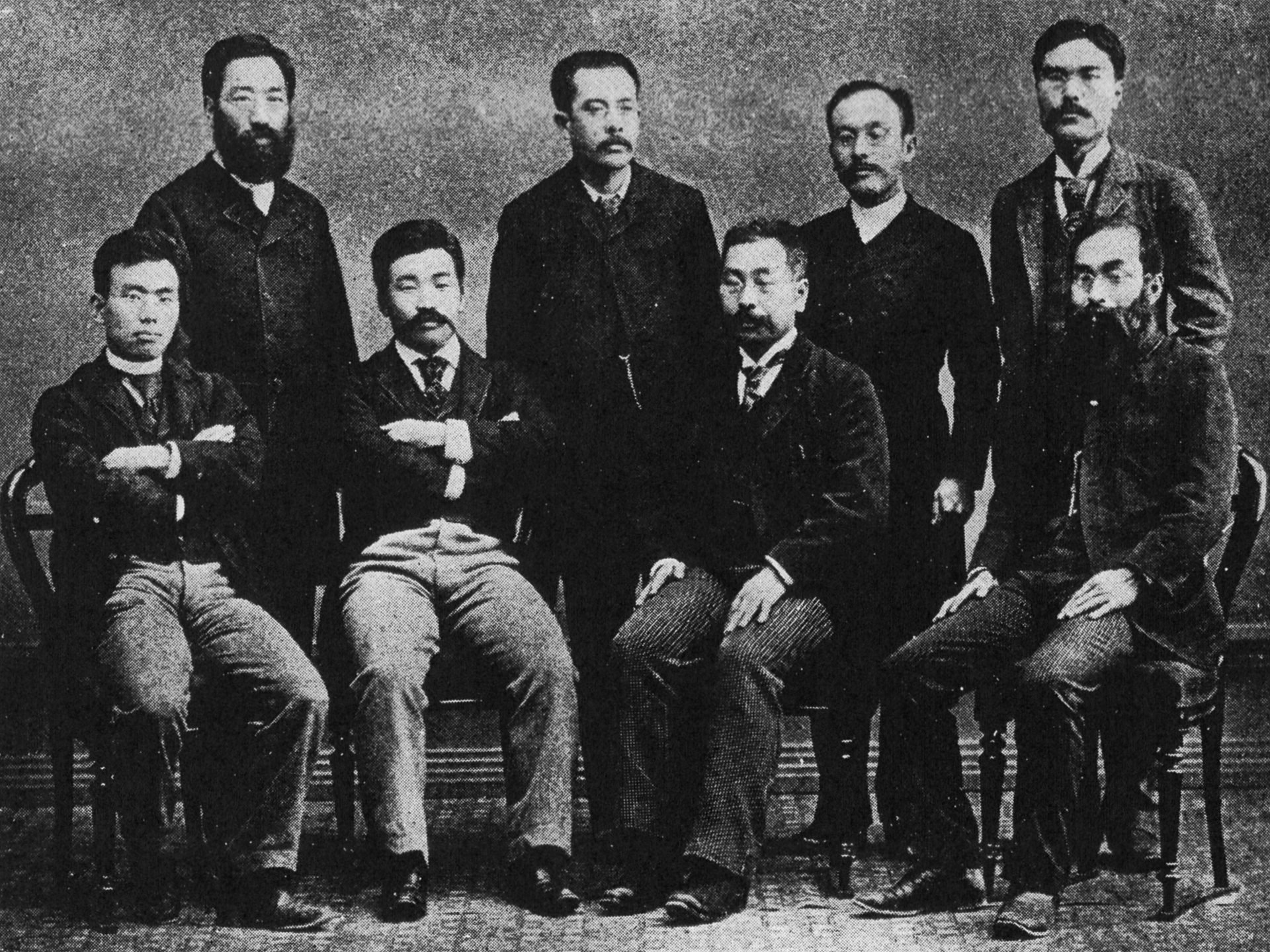
熊本バンド有志（1892年、前列左から下村孝太郎、市原盛宏、小崎弘道、宮川経輝、後列左から海老名弾正、横井時雄、不破唯次郎、森田久萬人）

1882年（明治15年）、同志社出身の牧師上原方立の説得により大阪基督教会に牧師になる。

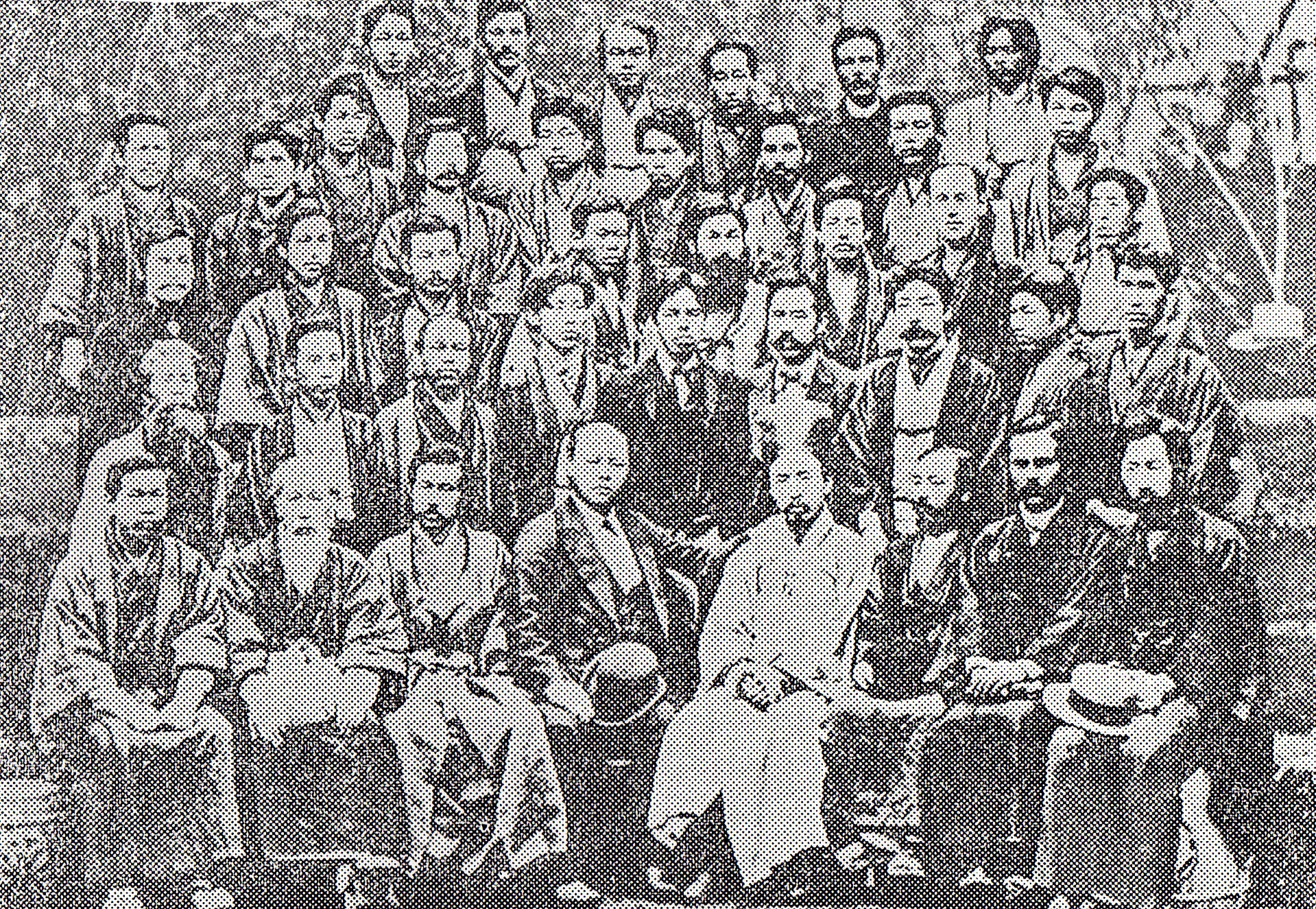
弟三回全国基督信徒大親睦会の記念写真、宮川は最から3列目の右から4人目

同年、大阪基督教徒青年会（大阪YMCA）初代会長に就任。1883年(明治16年)に沢山保羅から按手礼を受け正式に牧師になる。1883年、東京で開催された第三回全国基督教信徒大親睦会の議長に選出され、井生村楼での演説会で「基督教教会の伝道」について講演をする。
1886年（明治19年）、泰西学館を設立する。9月には、内村鑑三を教師として招聘する。1888年（明治21年）、大阪基督教会で西村清雄に教える。1895年（明治28年）に経営悪化した泰西学館の館長を辞任する。
1904年（明治37年）、日露戦争が始まると、調査団として朝鮮に渡り、在韓日本人に伝道する。「大阪基基督教徒報国知義團」を組織して団長になり、戦勝のため活動した。日本メソジスト教会の本多庸一ともしばしば一緒に戦地を軍隊を慰問した。
1909年（明治42年）の暮れ、菊池侃二大阪府知事宅に、成瀬仁蔵、広岡浅子と共に招かれる。そこで、成瀬と広岡が議論になり、成瀬は宮川に教育してくれるように助けを求める。後日、宮川は広岡宅を訪れて「宗教に就いては何も知らぬあなたはこれから謙遜な生徒になって宗教を学ばなければならない」と諭す。このことがきっかけで広岡は聖書を学ぶようになり、1911年（明治44年）12月に広岡はキリスト教に入信し、宮川が洗礼を授け、大阪基督教会に入会する。
1910年（明治43年）、組合教会で朝鮮伝道部を設けて、渡瀬常吉と共に関わった。1913年（大正2年）には広岡浅子に招かれ、静岡県御殿場での修養会の講師をする。

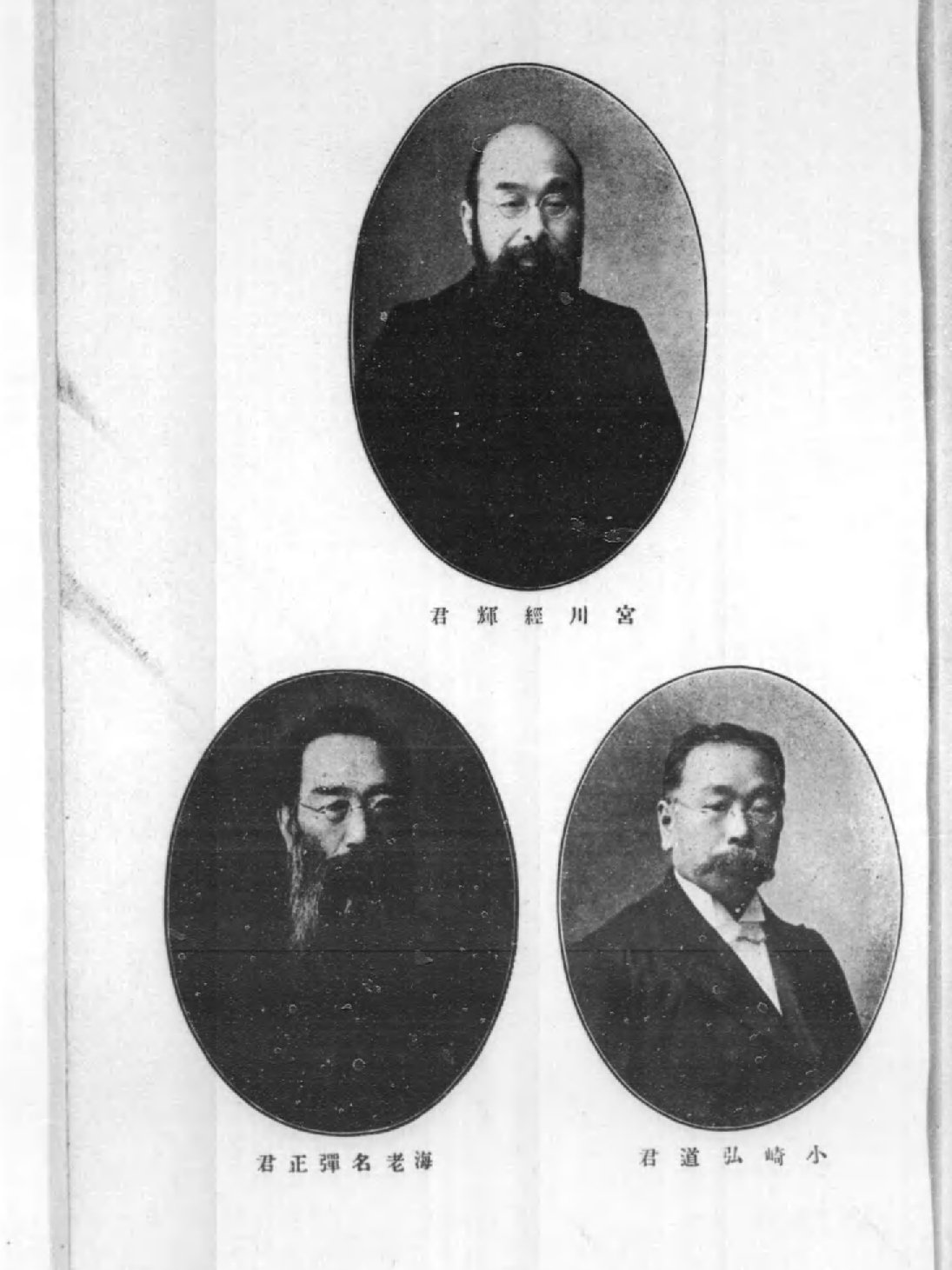
組合教会の三元老

1914年（大正3年）、全国協同伝道の西部部長になり伝道活動に邁進する。日本組合基督教会の重鎮として活動し、小崎弘道、海老名弾正と合わせて三元老と呼ばれた。
これらの活動が評価されて1921年（大正10年）にオベリン大学より名誉神学博士号が授与された。1925年（大正14年）4月に健康上の理由で大阪教会を引退し、同教会の名誉牧師になる。
宮川の後任として、大阪基督教会には畠中博牧師が就任する。
1936年（昭和11年）2月25日、大阪基督教会の分身の南大阪教会の創立10年記念礼拝の時に、講壇に立って感謝の祈祷を行う。その時、言語不明瞭になり卒倒しそうになり自宅に運ばれる。その後、自宅で臥床しその後昏睡状態になる。翌月3月2日午前10時30分に、夫人と子女たちと教会員に見守られつつ、昏睡状態のままで死去する。
三女の茂代は大塚節治（神学者、第13代同志社総長）の妻。

## 参考文献

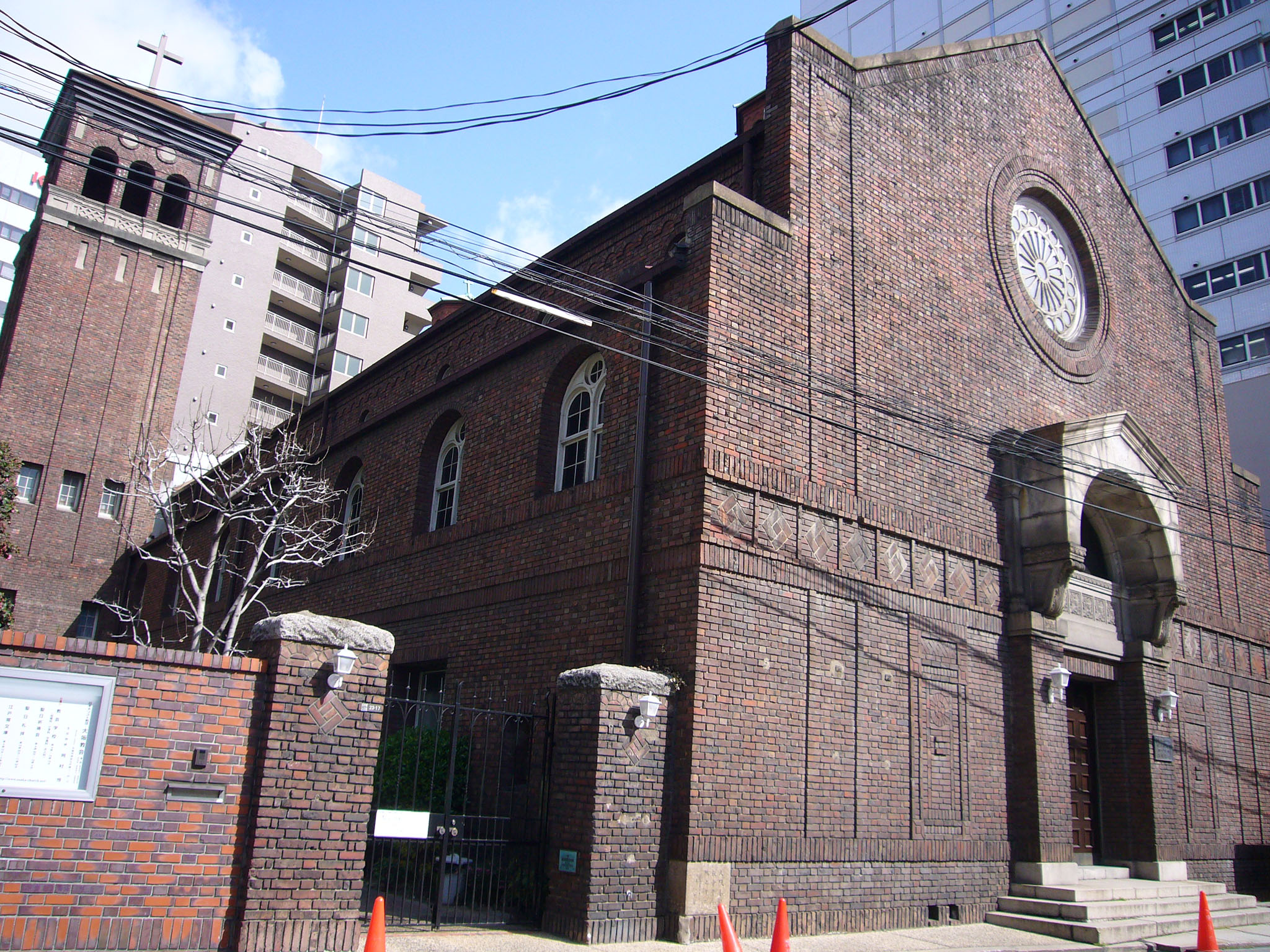
現在の大阪基督教会（日本基督教団大阪教会）

## 著書
- (訳書)「経済新論」1884年
- 『心霊の覚醒』  1910年